# Sophie Dee

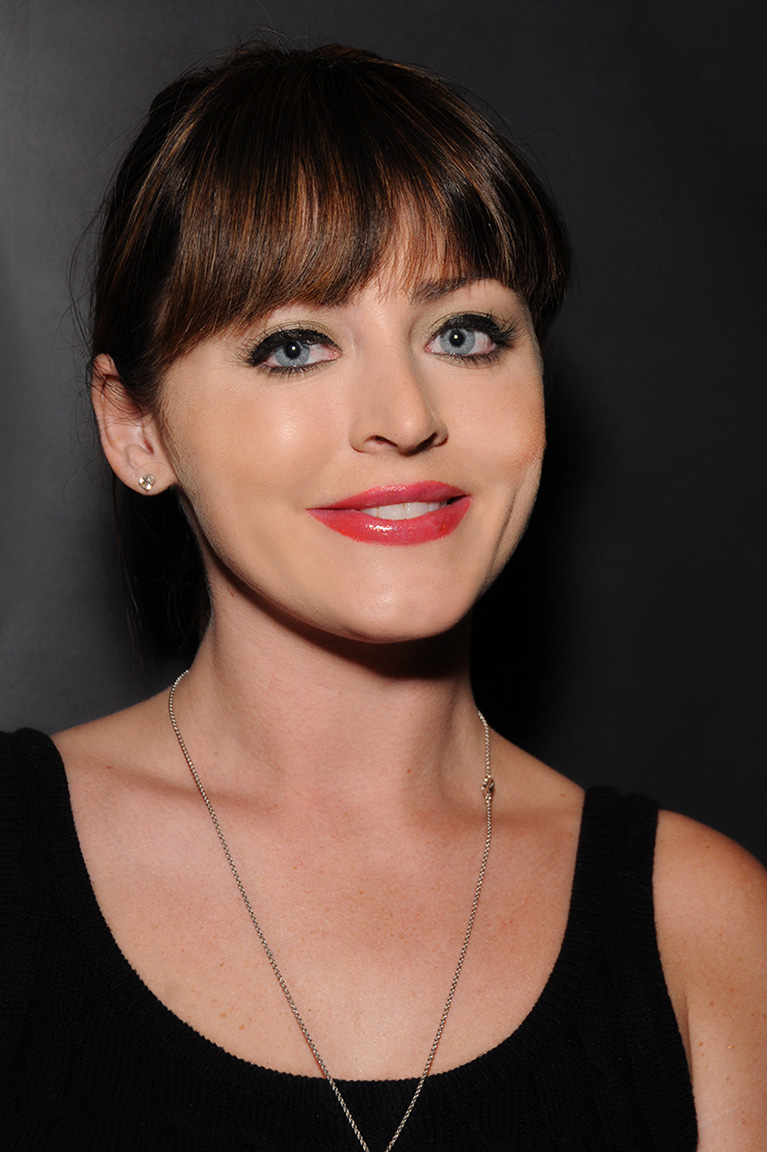
Sophie Dee (2014)

Sophie Dee (* 17. Januar 1984 als Kirsty Hill in Llanelli, Carmarthenshire) ist eine britische Pornodarstellerin, Model und Schauspielerin.

## Privatleben
Kirsty Hill war mit dem afro-amerikanischen Pornodarsteller Lee Bang (* 29. Oktober 1965; bürgerlich: Lee Mathis) verheiratet. Ihre Stiefschwester ist Linsey Dawn McKenzie, ein britisches Erotikmodel, welche bei der Agentur Valley Babes XXX angestellt ist.

## Karriere

### Pornogeschäft
Sophie Dee arbeitete zunächst als Stripperin und begann ihre Pornokarriere 2005 mit 21 Jahren. Seitdem 2005 sie laut IAFD in über 800 Filmen mitgespielt. Mehrere Filme tragen ihren Namen und sie ist auf Internetseiten wie Brazzers, Reality Kings, Twistys und Hustler mit Szenen vertreten.
Auch als Fotomodel hat sie zahlreiche erotische Fotostrecken gemacht, u. a. für die Boulevardpresse in England.
Sophie Dee wurde von Fans zur Miss FreeOnes 2011 gewählt, die Auszeichnung ähnelt dem F.A.M.E. Award. Sie setzte sich dabei gegen Vicky Vette, Lisa Ann, Bree Olson und Kagney Linn Karter durch und erhielt ein Preisgeld in Höhe von 10.000 US-Dollar. Des Weiteren war sie bisher sieben Mal für den AVN Award und einmal für den Urban X Award nominiert. Im Jahr 2011 konnte sie zwei Urban X Awards in den Kategorien Interracial Star of the Year und Best Three-Way Sex Scene gewinnen.
Sie hat Pläne, eine TV-Dokumentation beim größten TV-Sender ihres Heimatlandes Wales herauszubringen. Dies führt zu einer heftigen Kontroverse unter Politikern und Kulturschaffenden des Landes. Im September 2011 war sie auf dem Cover des australischen People-Magazins zu sehen.

### Schauspielerin
Kirsty Hill spielte in der 2008 auf dem Montreal Filmfestival vorgestellten Dokumentation 9to5 – Days in Porn mit. Im Jahr 2012 arbeitet sie in dem Horrorfilm Theatre of the Deranged und dessen Fortsetzung Theatre of the Deranged II (2014) mit. In dem Kurzfilm Unicorn Zombie Apocalypse (2014) spielte sie gemeinsam mit Shannen Doherty vor der Kamera. Im gleichen Jahr wurden zwei weitere Filme – A Haunted House 2 und die Fortsetzung zu Bad Ass, Bad Ass 2: Bad Asses – und eine Parodie unter dem Namen The Hungover Games in denen sie mitgewirkt hat, veröffentlicht. Des Weiteren hatte sie einige Gastauftritte in Fernsehserien wie 90210 oder New Girl als Stripperin.

## Filmografie (Auswahl)

### Pornogeschäft
- 2005: Bladerunners
- 2005: British Invasion
- 2005: Glory Hole: Sophie Dee
- 2005: Sophie
- 2006: Big Wet Asses 9
- 2006: Belladonna: No Warning 2
- 2006: Blowjob: Sophie Dee
- 2006: College Wild Parties: Freshman Suck N' Fuck
- 2006: Throat Gaggers 10
- 2007: MILFs In Heat 3
- 2008: Blow Job Races: Sophie Dee and Ram
- 2008: Tag Team Blowjob
- 2009: Masturbation Nation 2
- 2009: POV Jugg Fuckers 2
- 2009: Monster Curves 3
- 2010: Ballbusting Pornstars: Cockbiting Femdom Blowjobs
- 2010: Face Fucking Inc. 10
- 2010: Fuck The Depression Away
- 2010: Interracial Anal Love 5
- 2010: Lexington Loves Sophie Dee
- 2010: Rico The Destroyer 2
- 2010: We Suck 3
- 2011: American Werewolf In London XXX: Porn Parody
- 2011: Beauties Galore
- 2011: Clara Fucks: Pumas on the hunt
- 2011: Fucking Sophia 1
- 2011: Official Bounty Hunter Parody 4
- 2012: Ass Whisperer
- 2012: Big Tit Cream Pie 17
- 2012: Big Titty Bounce
- 2012: Cumming Inside Sophie Dee
- 2012: Dirty White Pussys
- 2012: Gaping Fuck Slut
- 2012: Pool Party at Seymore's 3: The Sext Generation
- 2012: Sophie Dee Live
- 2012: Stretched to Fuck
- 2012: Titty Creampies 2
- 2012: Under My Pussy
- 2013: Big Bodacious Knockers 9
- 2013: Blowjob Winner 16
- 2013: Fuck a Fan 20
- 2013: Handjob Winner 16
- 2013: Huge Boobs 3
- 2013: Monster Curves 23
- 2013: Spin Suck and Fuck 10
- 2014: Amazing Asses 13
- 2014: Big Wet Butts 12
- 2014: Busty Working Girls
- 2014: My Sister's Hot Friend
- 2014: Naughty Office 36
- 2014: Tits for Hire
- 2014: What a Rack 3
- 2015: Finger Lickin Good
- 2015: Girls Will Be Girls
- 2015: Tarde de Facial
- 2016: Let Me Blow You
- 2017: Blowjob Fridays 24
- 2018: OMG! You Came In Me
- 2017: Titty Fuck Me
- 2018: Young Pussy 3
- 2019: Insatiable (II)
- 2019: Sophie Dee Is Evil
- 2020: Beautiful Stars 5
- 2020: Sophie Dee: Commando Anal
- 2022: Ass Masterpiece
- 2023: Neighbor Affair

### Schauspielerin
- 2008: 9to5 – Days in Porn (Dokumentarfilm)
- 2010: 90210 (Fernsehserie, Episode 3x03 2021 Vision)
- 2013: New Girl (Fernsehserie, Episode 3x07 Coach)
- 2014: The Hungover Games
- 2014: A Haunted House 2
- 2014: Bad Ass 2: Bad Asses

## Auszeichnungen & Nominierungen
- 2008: Urban-Spice-Awards-Nominierung – Best Interracial Star
- 2009: AVN-Award-Nominierung – Best All-Girl Group Sex Scene – Squirt Gangbang 3
- 2009: AVN-Award-Nominierung – Unsung Starlet Of The Year
- 2009: AVN-Award-Nominierung – Web Starlet Of The Year – ClubSophieDee.com
- 2010: AVN-Award-Nominierung – Best All-Girl Three-Way Sex Scene – Storm Squirters 6
- 2010: AVN-Award-Nominierung – Web Starlet of the Year
- 2011: AVN-Award-Nominierung – Best Porn Star Website – ClubSophieDee.com
- 2011: AVN-Award-Nominierung – Unsung Starlet of the Year
- 2011: Urban-X-Awards-Gewinner – Interracial Star of the Year[6]
- 2011: Urban-X-Awards-Gewinner – Best Three-Way Sex Scene[6]
- 2011: Miss-FreeOnes-Gewinner[2]
- 2019: Urban X Award Winner: Cumback Star of the Year
- 2021: XBIZ Award Gewinner: Premium Social Media Star of the Year[7]
- 2025: Aufnahme in die AVN Hall of Fame[8]